# پیتر شیف
پیتر دیوید شف (تلفظ می‌شود /ˈʃɪf/; زاده ۲۳ مارس ۱۹۶۳) یک بروکر سرمایه‌گذاری، نویسنده و صاحبنظر امور مالی اهل ایالات متحده آمریکا است.
پدر او اروین شف تاجر و از سران جنبش ضد مالیات در آمریکا بود او در سال ۲۰۰۸ و در سن ۷۸ سالگی به ۱۳ سال زندان محکوم شد و در سن ۸۷ سالگی در زندان ایالتی فورت ورث در تگزاس درگذشت .